# Liochthonius reductus
Liochthonius reductus är en kvalsterart som beskrevs av Sandór Mahunka 1995. Liochthonius reductus ingår i släktet Liochthonius och familjen Brachychthoniidae. Inga underarter finns listade i Catalogue of Life.